# Верешчагино
Верешчагино (рус. Верещагино) град је у Русији у Пермском крају. Према попису становништва из 2010. у граду је живело 22156 становника.

## Становништво
| 1939.  | 1959.  | 1970.  | 1979.  | 1989.  | 2002.  | 2010.  |
| ------ | ------ | ------ | ------ | ------ | ------ | ------ |
| 12.366 | 22.860 | 23.585 | 22.349 | 24.129 | 22.832 | 22.156 |